# Піску-Ноу
Піску-Ноу (рум. Piscu Nou) — село у повіті Долж в Румунії. Входить до складу комуни Сяка-де-Кимп.
Село розташоване на відстані 239 км на захід від Бухареста, 67 км на південний захід від Крайови.

## Населення
За даними перепису населення 2002 року у селі проживали 1170 осіб.
Національний склад населення села:
| Національність | Кількість осіб | Відсоток |
| -------------- | -------------- | -------- |
| румуни         | 1165           | 99,6%    |
| цигани         | 5              | 0,4%     |

Рідною мовою назвали:
| Мова      | Кількість осіб | Відсоток |
| --------- | -------------- | -------- |
| румунська | 1165           | 99,6%    |
| циганська | 5              | 0,4%     |